# Asociación de Mujeres de Hispanohablantes en Singapur
La Asociación de Mujeres de Hispanoablantes en Singapur (en inglés: Spanish Speaking Women's Association of Singapore o SSWA) es una asociación civil sin fines de lucro con sede en Singapur. 

## Historia
Fue creada y registrada en octubre de 1978 para dar apoyo a la comunidad de mujeres hispanohablantes residentes. 
La asociación promociona actividades de integración entre la comunidad hispanohablante local; organizando actividades sociales, culturales, actividades emprendimiento y entre otras. La SSWA es una asociación sin fines políticos, religiosos, ni de lucro y es miembro de la Singapore Council of Women’s Organisations (SCWO).
Su actual directora es la abogada y activista colombiana Ángela León.